# Aernout Mik
Aernout Mik (* 21. September 1962 in Groningen) ist ein niederländischer Künstler.

## Leben
Mik studierte in seiner Heimatstadt von 1983 bis 1988 an der Academie Minerva (Teil der Hanzehogeschool Groningen). 1987/88 war er Mitglied im De Ateliers'63 in Haarlem. Seit 2011 hat er eine Professur für Bildhauerei an der Kunstakademie Münster inne. Mik lebt in Amsterdam.
Mik ist Installationskünstler, er konstruiert „Environments“, begehbare Rauminstallationen, und verbindet diese mit Videofilmen.
1997 und 2007 war Mik im niederländischen Pavillon auf der Biennale di Venezia vertreten. Im Museum Folkwang in Essen wurde 2011 eine Übersicht über sein Schaffen unter dem programmatischen Titel „Communitas“ gezeigt. Diese ging 2012 ins Musée du Jeu de Paume nach Paris und ins Stedelijk Museum nach Amsterdam. Im Jahr 2013 inszenierte Mik im Haus der Kulturen der Welt in Berlin die Performance Untitled.
Die Schirn Kunsthalle Frankfurt präsentierte vom 7. Juli bis 3. Oktober 2022 zwei Videoinstallationen: „Double Bind“ (2018) sowie die eigens für die Ausstellung entstandene „Threshold Barriers“ (2022). Beide  fiktive Szenarien befassen sich mit Bedrohung, Macht und Ohnmacht im öffentlichen Raum.

## Schriften/Ausstellungen
- Aernout Mik: Shifting shifting, Hannover : Kunstverein, 2007
- Citizens and subjects : the Netherlands, for example : a critical reader, 2007 (en)
- Aernout Mik : refraction, 2005 (en)
- Dispersionen = Dispersions, Köln : DuMont-Literatur-und-Kunst-Verl., 2004, 2. Juli bis 12. September 2004, Haus der Kunst München
- 3 crowds, 2000
- Aernout Mik – wie die Räume gefüllt werden müssen, Hannover : Kunstverein, 1995

## Auszeichnungen
- 2008: Kunstpreis Aachen